# Red de Tráfico Cearense

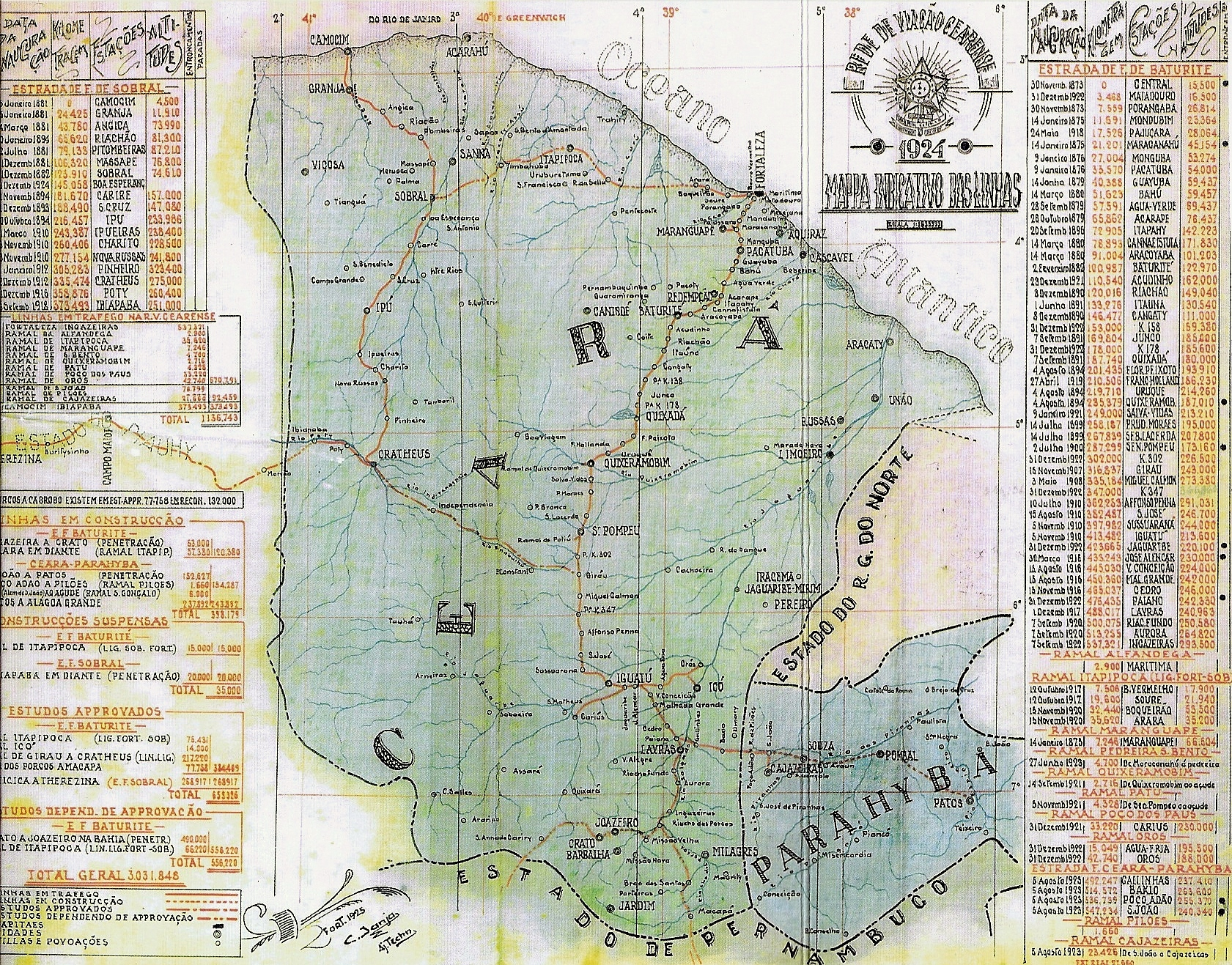
Mapa de 1924 de la RVC con las rutas existentes y las planeadas

La Red de Tráfico Cearense (RVC) fue la empresa ferroviaria que fundió el Ferrocarril de Baturité y el Ferrocarril de Sobral con planes de expansión de la red por todo el estado de Ceará.
Estuvo alquilada a la South American Railway Company desde 1909, y en 1915 pasó a la administración federal.
En 1957 pasó a ser una de las subsidiarias de la Red Ferroviaria Federal (RFFSA) y en 1975 fue absorbida.